# Дювивье, Бенжамен
Пьер-Симон-Бенжамен Дювивье (фр. Pierre-Simon-Benjamin Duvivier; 5 ноября 1730, Париж — 10 июля 1819, Париж) — французский художник- медальер валлонского происхождения. Сын и ученик медальера Жана Дювивье.

## Биография
Бенжамен Дювивье учился у отца, а затем в Королевской академии живописи и скульптуры. Один из его братьев, Тома-Жермен-Жозеф Дювивье, —живописец и гравёр. Помимо отца, Бенджамена учил гравированию Жак-Николя Тардьё. В 1756 году Бенжамен Дювивье получил первую премию Академии, а в 1761 году ему было разрешено возглавить мастерскую скончавшегося отца во дворце Лувра. В 1744 году он был назначен главным гравёром Парижского монетного двора.
Свои произведения с 1765 по 1798 год Бенжамен выставлял в Парижском салоне.
В 1768 году он награвировал жетон (Caisse d’escompte) c бюстом короля Людовика XV на аверсе. В 1774 году он выкупил должность главного гравёра монет у Жозефа-Шарля Роетье, который занял её после смерти своего сына.
Бенжамен Дювивье — автор монетных штемпелей времён Людовика XVI в новом тогда неоклассическом стиле. В период революционных указов от 12 и 21 мая 1791 года об упразднении королевских денежных контор Дювивье потерял свою должность. Тем не менее он принял участие в национальных конкурсах по чеканке монет, но в конкурсе на «конституционные монеты», чеканившиеся в 1791—1793 годах, он уступил Огюстену Дюпре.
В 1806 году новая Академия изящных искусств назначила Бенжамена Дювивье руководить классом гравюры. Мастер создал множество медалей, в том числе: в честь сооружения конной статуи Людовика XV (1774), на смерть Людовика XV (1775), в честь коронации Людовика XVI (1775), Джорджа Вашингтона (1776), Людовика XVI и Марии-Антуанетты (1781), своего отца Жана Дювивье (1797), консула Наполеона Бонапарта (1800), римского папы Пия VII (1805) и множество других.
Свои работы он подписывал монограммами: «B.DV.», «B.DVV.», «DU VIV.», «B.DUVIVIER.F» или «B.DUVIV.F.».

## Галерея

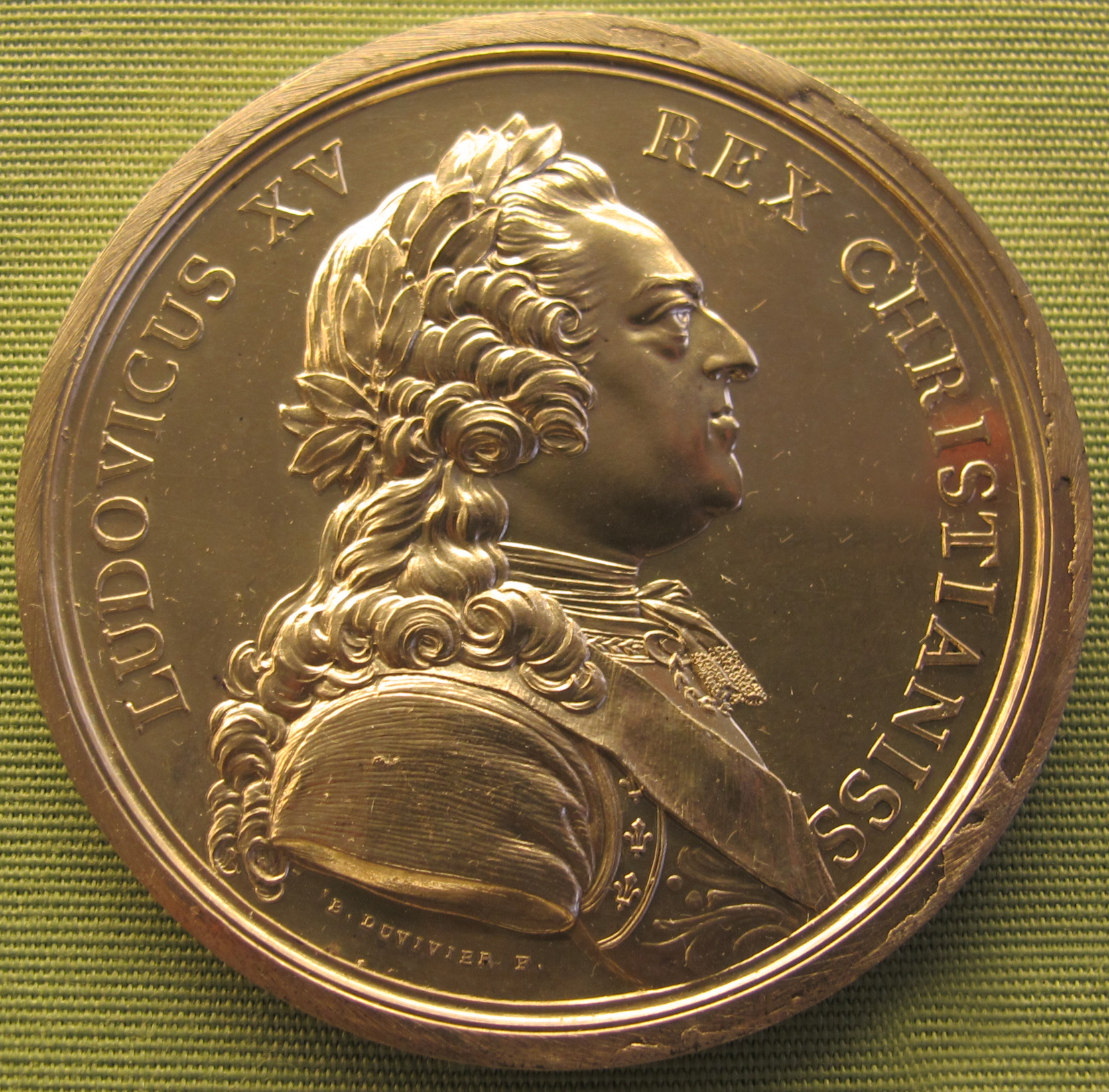
Людовик XV. 1767. Медаль. Бронза. Государственное собрание монет, Мюнхен
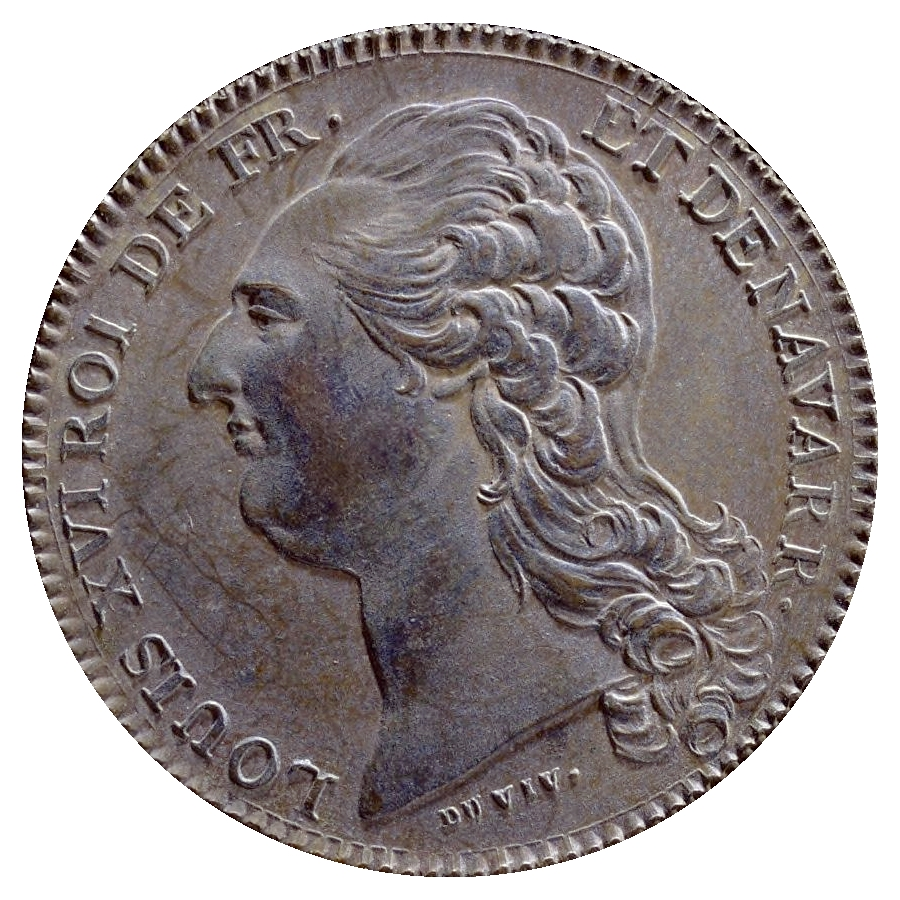
Людовик XVI. Медаль. Ок. 1790. Бронза
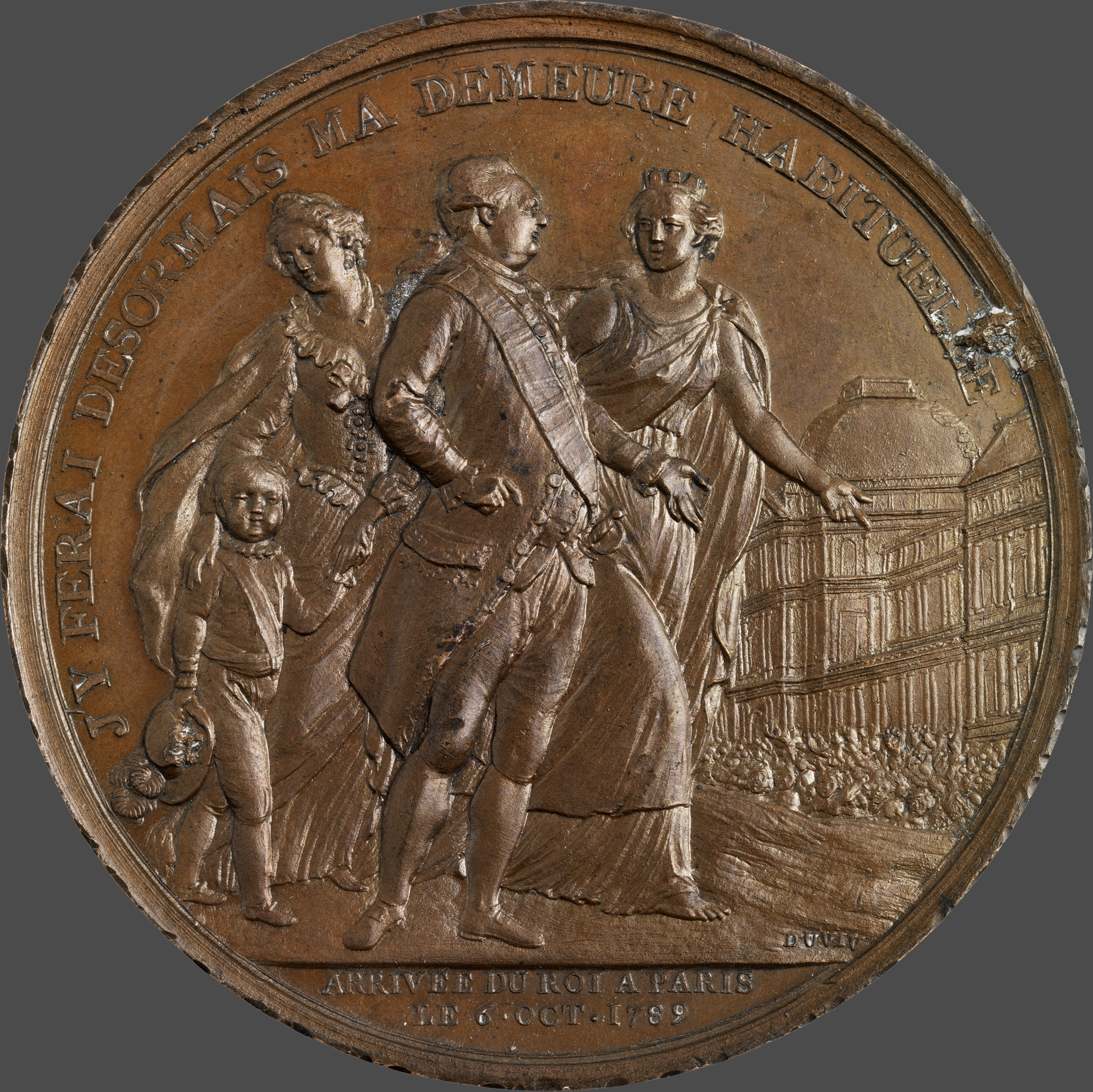
Медаль на возвращение Людовика XVI в Париж. 1789. Бронза. Национальный архив, Париж
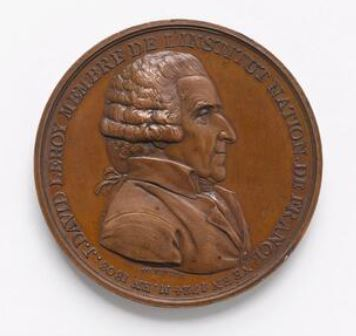
Архитектор Ле Руа, Жюльен-Давид Ж.-Д. Ле Руа. Медаль. Бронза
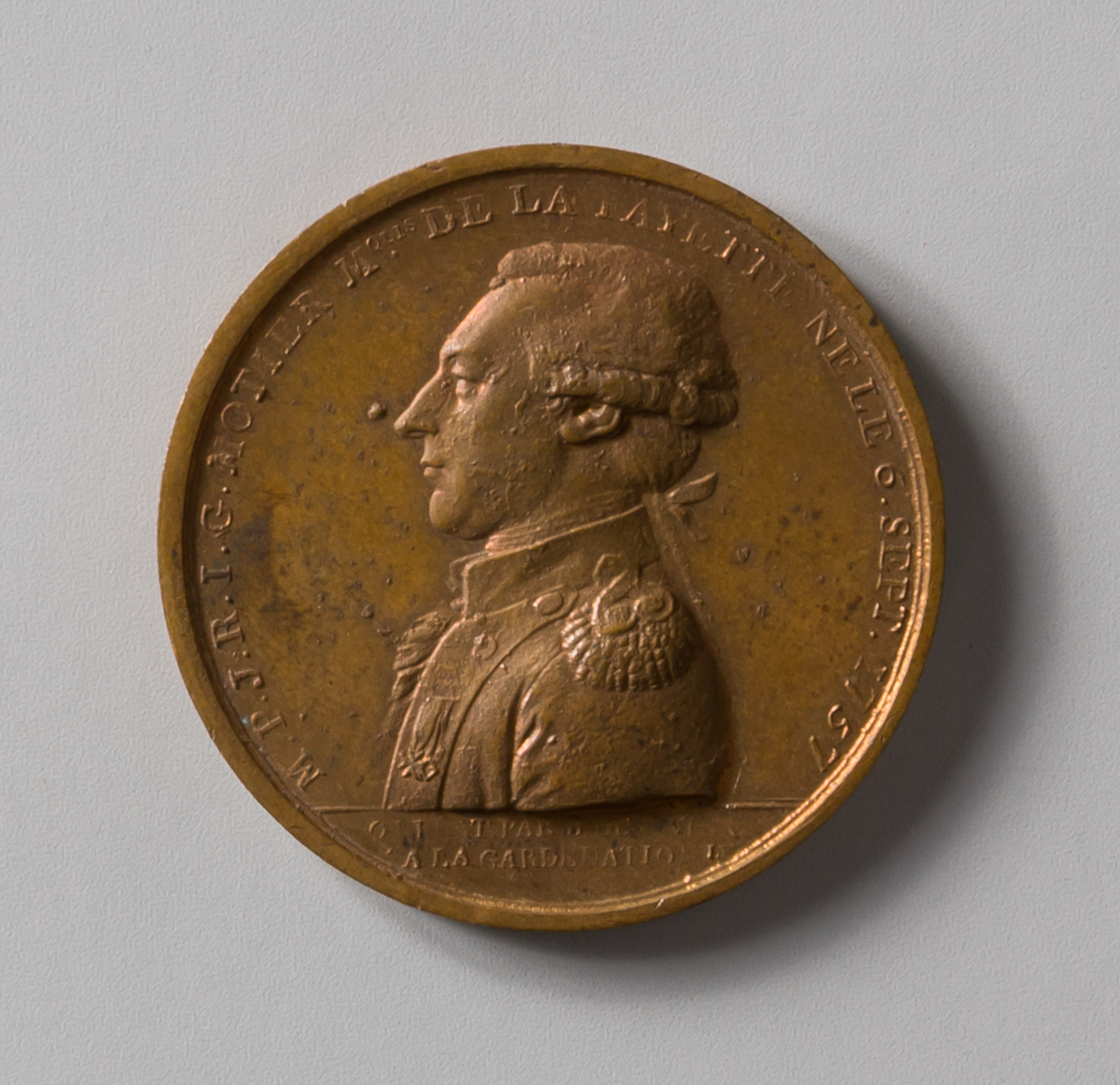
Mаркиз де Лафайет. Медаль. 1789. Бронза, позолота
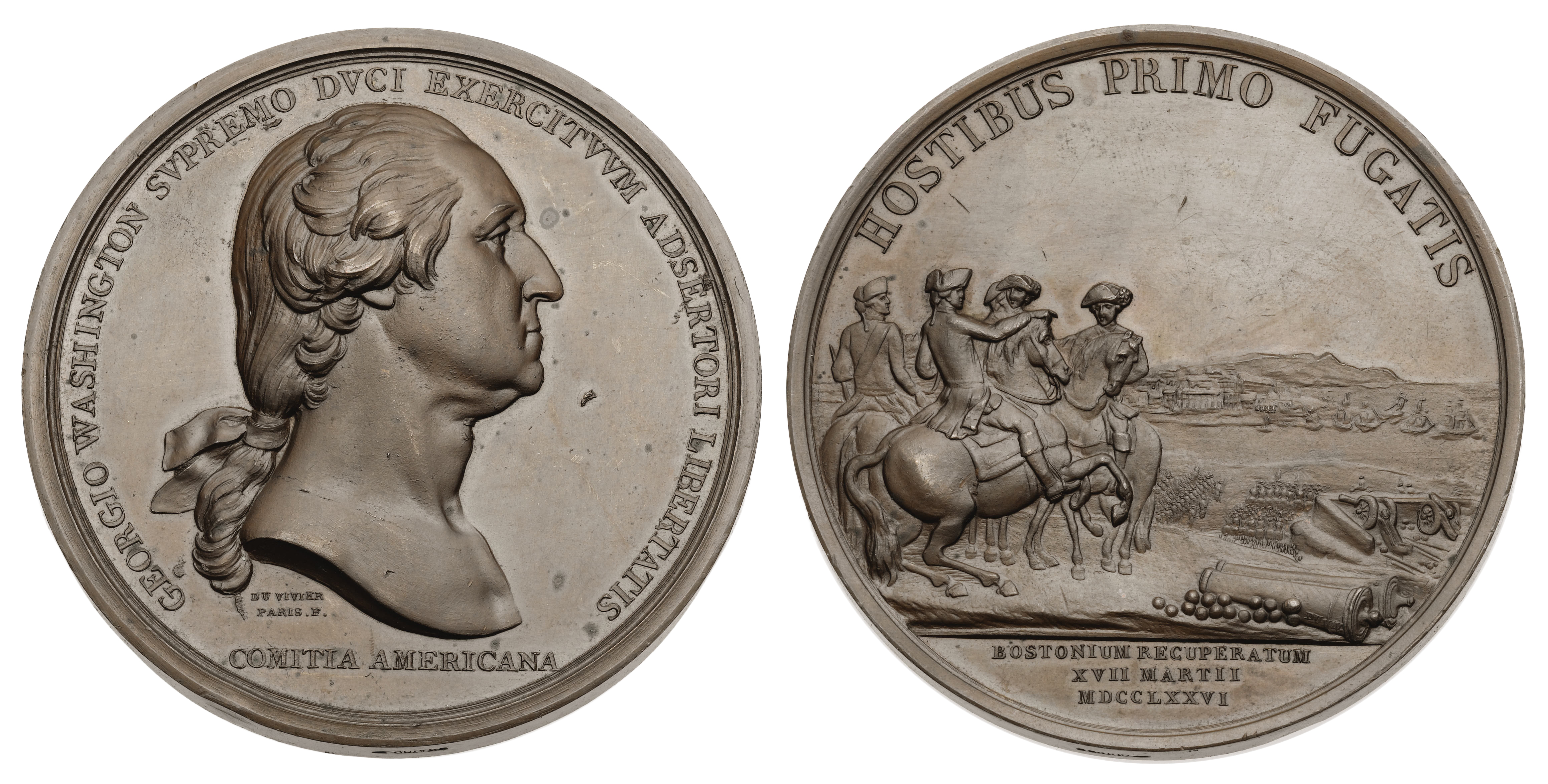
Джордж Вашингтон перед Бостонской Комицией. 1776. Медаль. Аверс и реверс. Бронза